# The Common Man’s Collapse
| Оценки критиков | Оценки критиков |
| Источник        | Оценка          |
| --------------- | --------------- |
| AllMusic        | [ 1 ]           |

The Common Man’s Collapse — второй альбом группы Veil of Maya. Альбом был спродюсирован Майклом Кином из группы The Faceless и выпущен 1 апреля 2008 года лейблом Sumerian Records.
Композиции «Entry Level Exit Wounds» и «Sever the Voices» были перезаписаны из предыдущего альбома All Things Set Aside. Это первый альбом, записанный с новым вокалистом Брэндоном Батлером и последний с участием бас-гитариста Криса Хайлера.

## Список композиций
1. «Wounds» — 1:03
2. «Crawl Back» — 4:02
3. «Mark the Lines» — 3:57
4. «It’s Not Safe to Swim Today» — 2:43
5. «Entry Level Exit Wounds» — 2:51
6. «Pillars» — 2:09
7. «We Bow in Its Aura» — 3:47
8. «All Eyes Look Ahead» — 2:30
9. «Sever the Voices» — 5:05
10. «It’s Torn Away» — 5:01

## Участники записи
- Брэндон Батлер — вокал
- Марк Окубо — гитара
- Крис Хайлер — бас-гитара
- Сэм Эпплбаум — ударные